# مسجد سيدنا عمر
مسجد سيدنا عمر أو المسجد العمري الكبير هو مسجد من العصر المملوكي في الحي اليهودي بالبلدة القديمة في القدس. يقع بالقرب من كنيس هورفا ورامبان [الإنجليزية].
بقي المسجد مفتوحًا أمام المصلين من العهد المملوكي وحتى بعد أن احتلت إسرائيل مدينة القدس الشرقية «ومن ضمنها البلدة القديمة» في حرب 1967، ولكن في العام 1972 بدأت السلطات الإسرائيلية بتقييد حق العبادة في المسجد، فمنعت المسلمين من أداء صلاة الفجر فيه بذريعة أنهم يشكلون إزعاجًا للمستوطنين المحيطين بالمسجد، وفي عام 1982 منعت المسلمين من أداء صلاتي المغرب والعشاء كذلك، واقتصرت صلاة المسلمين في المسجد على صلاتي الظهر والعصر حتى عام 2000 حيث أُغلق المسجد تمامًا ومُنع المسلمون من الصلاة فيه أو حتى رفع الأذان.

## تاريخ
هو مسجد أثري، يعود تاريخه إلى عهد الخلافة الراشدة في فلسطين، حيث سُمي نسبةً إلى الخليفة عمر بن الخطاب. يقع داخل أسوار البلدة القديمة لمدينة القدس، في حارة المغاربة. اُدخلت على المسجد إصلاحات في العهد الأموي، وتحديدا عصر عبد الملك بن مروان. وهو اليوم محاط بالكنس والمتاجر التابعة للمستوطنين اليهود المُقامة على أنقاض الدور ومحلات السكن العربية. وللمسجد مأذنة يبلغ ارتفاعها 15 متر.

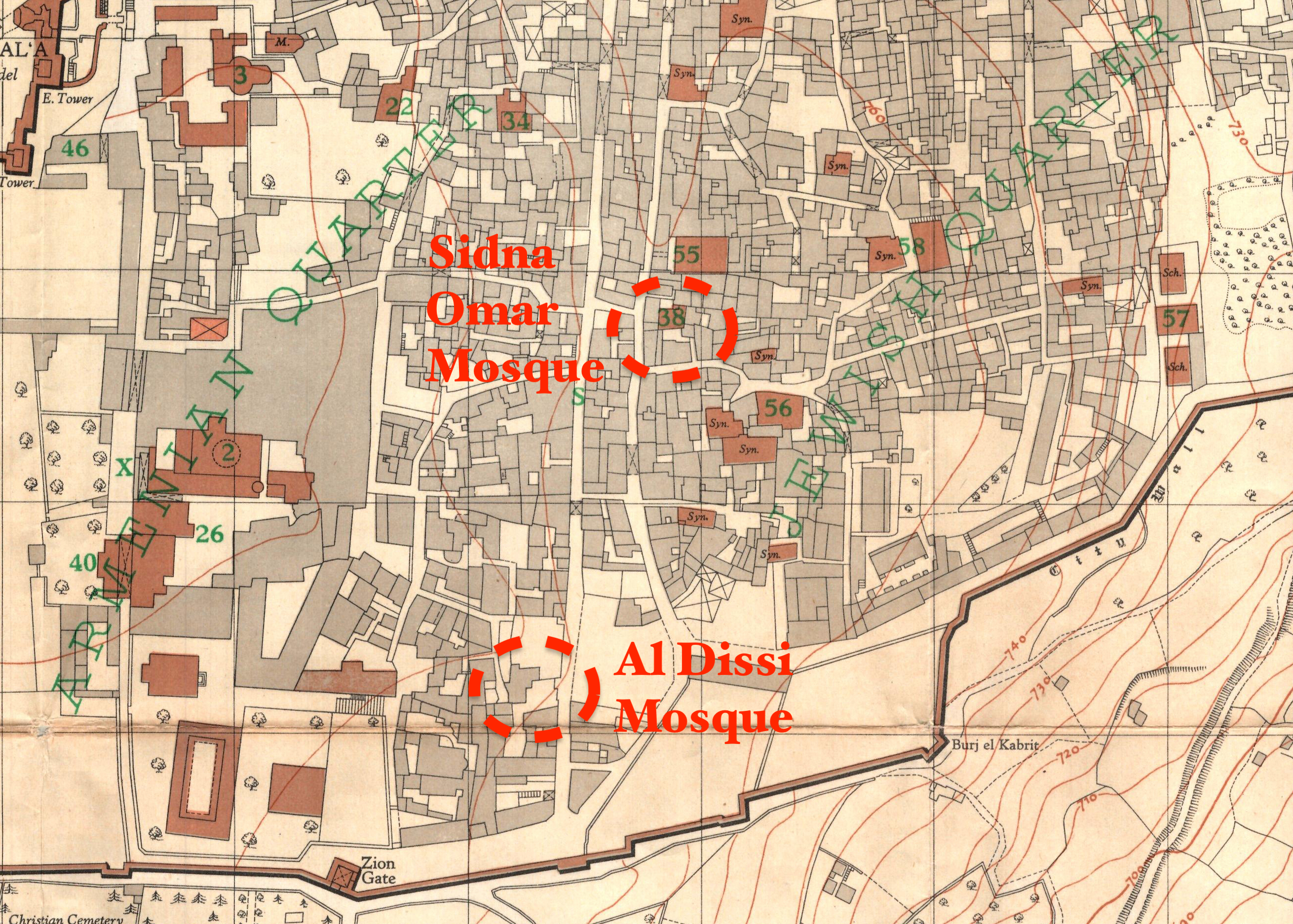
موقع المسجد، بين الحي الأرمني واليهودي، في خريطة هيئة مسح فلسطين عام 1936

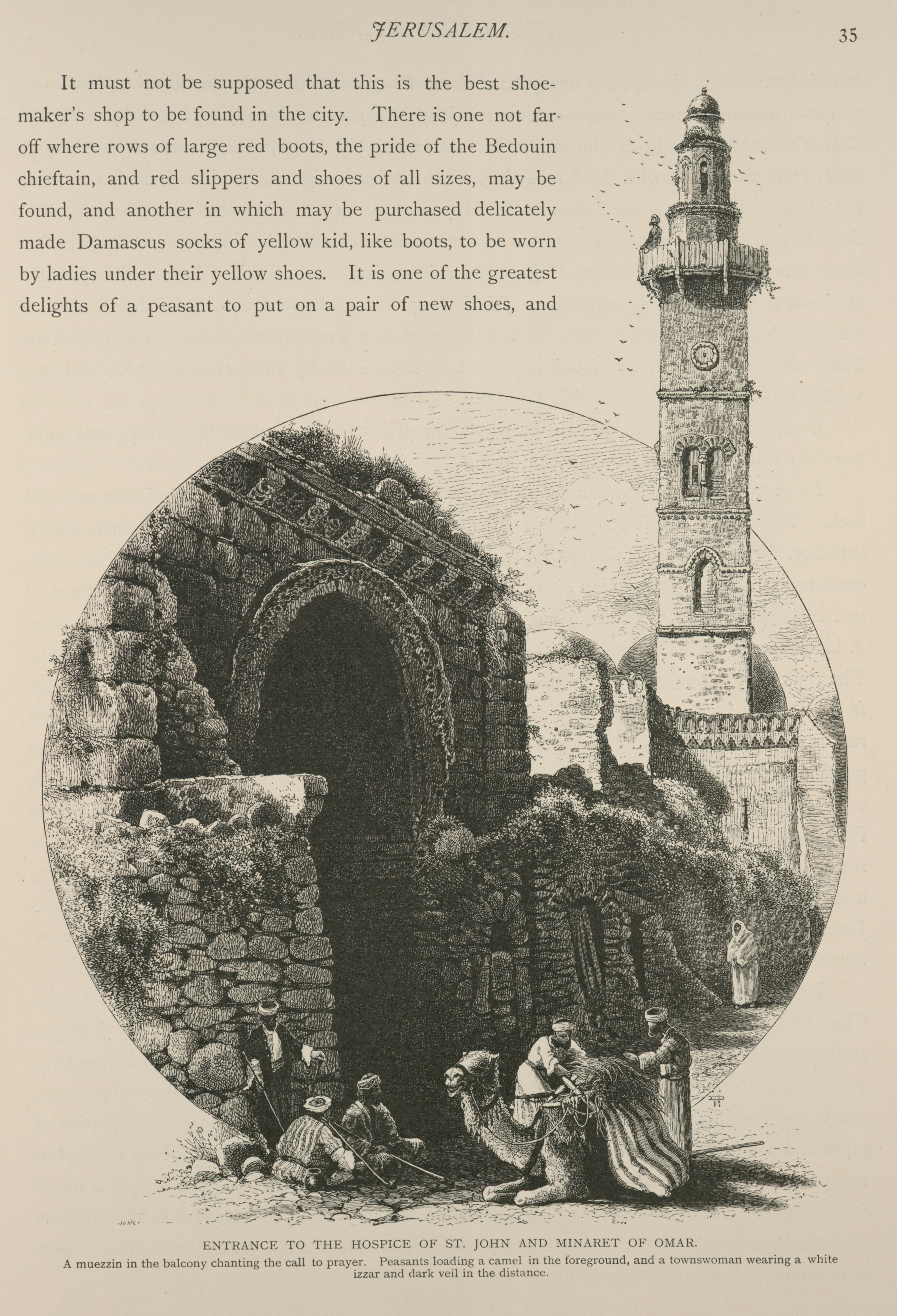
تصوير من القرن التاسع عشر، يوصف بـ "مئذنة عمر"، يظهر مؤذن في الشرفة وهو يردد الأذان.

أول إشارة معروفة إلى المسجد كانت من قبل المؤرخ مجير الدين (مواليد 1496)، الذي ذكر أن المسجد قد جُدّد عام 1397 م، من الأموال التي جُمعت وأرض ممنوحة لصيانته. كتب عوبديا بارتينورا ‏ أن المسجد بناه يهودي اعتنق الإسلام.
في حرب 1967، أصاب القناصون المئذنة وأعيد ترميمها عام 1974
أجري المزيد من التجديدات للمبنى عام 2019، ودفعت الحكومة الأردن تكاليفها.

## وصف
المئذنة نموذجية للعصر المملوكي. ترتفع بطابقين وتعلوها شرفة للمؤذن. الجزء العلوي من المئذنة أضيق من قاعدته من أجل تثبيت الهيكل.

## علم الآثار
وُجدت بعض الأعمدة داخل المسجد أدت إلى ربطه بكنيسة القديس مارتن الصليبية في أواخر القرن التاسع عشر. وفقًا لبرغوين نظرًا للاستخدام الثانوي للأعمدة، "لا يمكن الحفاظ على هذا الرابط الضعيف بين المسجد والكنيسة".